# Dupuy de Lôme (A759)
El  Dupuy de Lôme (A759), es la tercera unidad de la armada francesa en recibir dicho nombre en honor al ingeniero del siglo XIX Charles Henri Dupuy de Lôme, es un buque diseñado para la recolección de señales y de comunicaciones generadas más allá de las fronteras hostiles, este buque entró en servicio de la Armada de Francia el 23 de junio de 2006. En contraste al  Bougainville (L9077), al cual reemplazó, el Dupuy de Lôme fue diseñado específicamente para desarrollar labores de inteligencia en alta mar, para cumplir con el proyecto MINREM (Moyen Interarmées Naval de recherche ElectroMagnétique, en castellano: Recursos Navales Conjuntos para la Investigación Electromagnética).

## Diseño

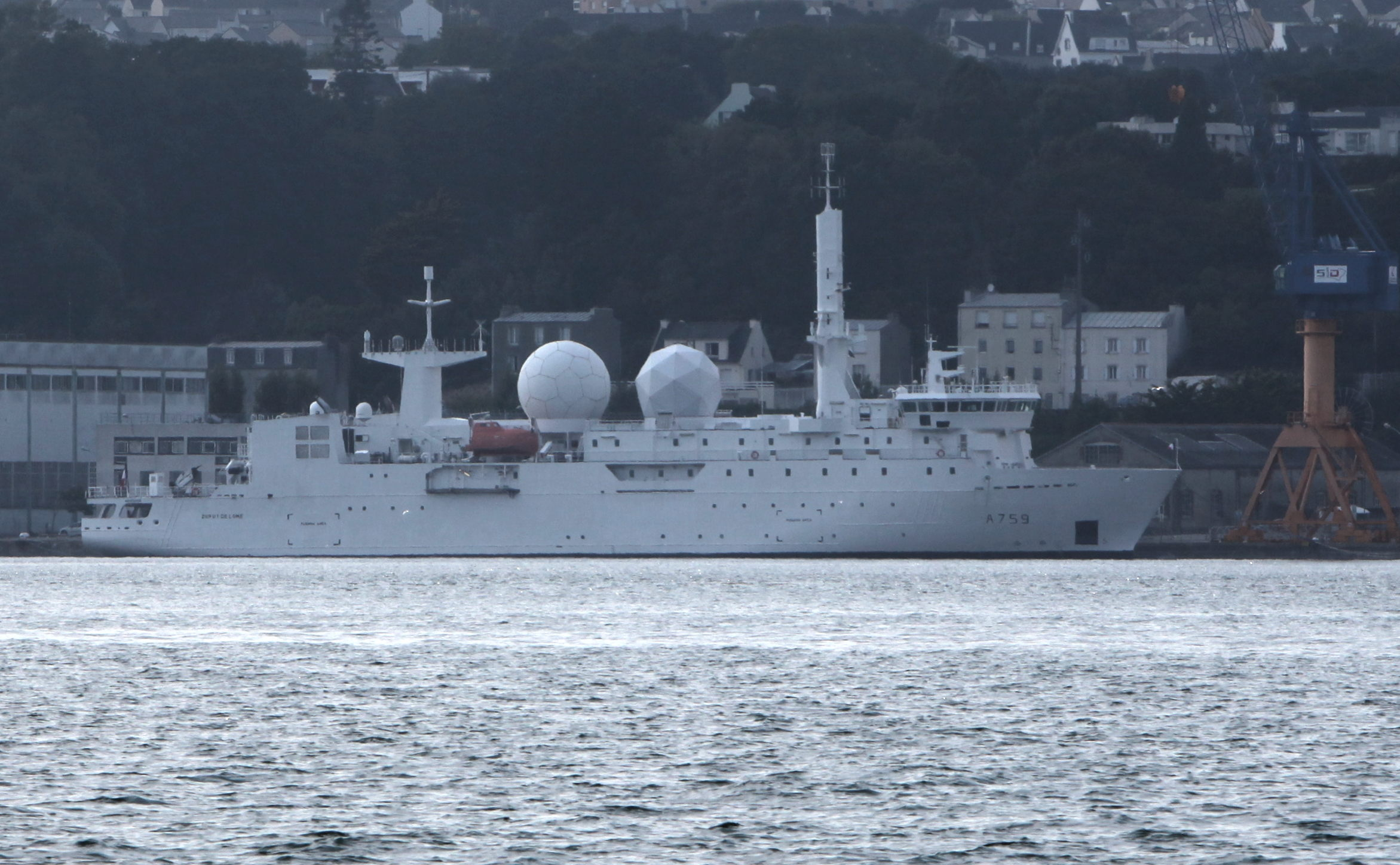
Dupuy de Lôme anclado en el puerto de Brest en el año 2011.

El Dupuy de Lôme fue diseñado por Thales Naval Francia usando estándares civiles. Este buque puede funcionar en una disponibilidad operacional de 350 días, de los cuales 240 pueden ser pasados en alta mar. Es operado por dos tripulaciones de la armada, cada una compuesta de 33 marineros y 33 técnicos y una tripulación operacional de hasta 38 especialistas, dependiendo de la misión, este personal especializado opera bajo la responsabilidad de la Dirección de Inteligencia Militar. El buque ha sido especialmente diseñado para satisfacer las necesidades de inteligencia de señales de origen electrónica (SIGINT) en alta mar, la búsqueda e intercepción de radiocomunicaciones (COMINT), la intercepción, análisis y localización de señales de radar (ELINT), durante misiones de larga duración. Este es el primer buque de la Armada francesa diseñado específicamente para esta misión.